# Collecorvino
Collecorvino is een gemeente in de Italiaanse provincie Pescara (regio Abruzzen) en telt 5878  inwoners (31-08-2022). De oppervlakte bedraagt 32,1 km², de bevolkingsdichtheid is 183,74 inwoners per km².

## Demografie
Collecorvino telt ongeveer 1928 huishoudens. Het aantal inwoners steeg in de periode 1991-2001 met 11,9% volgens cijfers uit de tienjaarlijkse volkstellingen van ISTAT.
| Jaar | Inwoneraantal |
| ---- | ------------- |
| 1991 | 4823          |
| 2001 | 5399          |

## Geografie
Collecorvino grenst aan de volgende gemeenten: Cappelle sul Tavo, Città Sant'Angelo, Elice, Loreto Aprutino, Moscufo en Picciano.

## Externe link

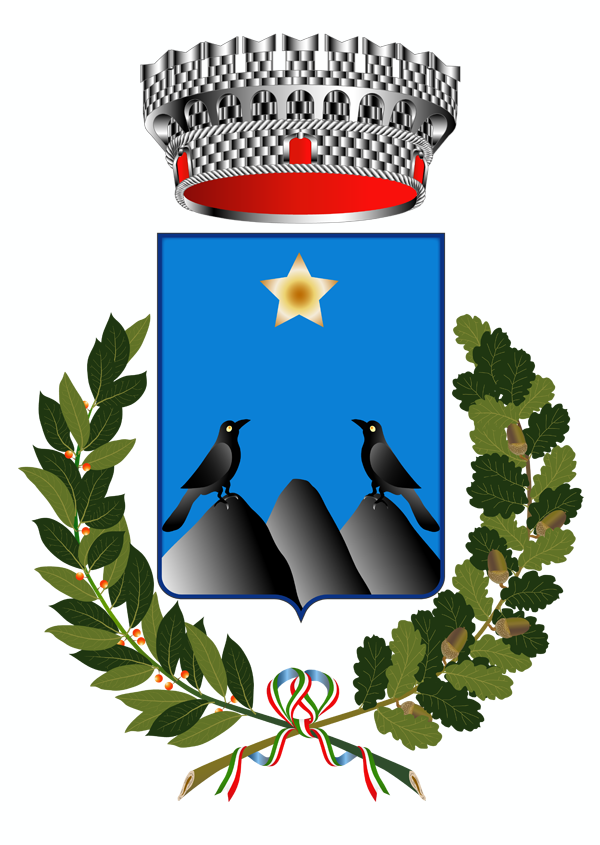
Wapen